# G3 Tour

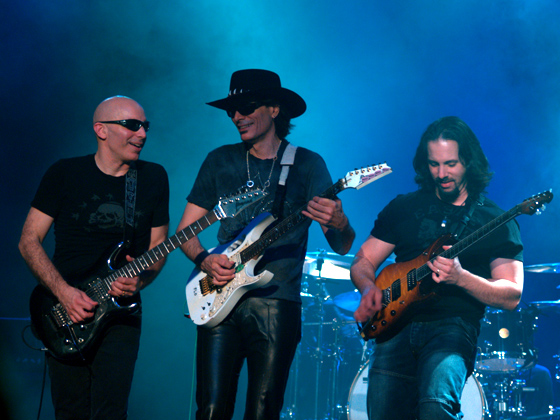
G3 - Joe Satriani, Steve Vai & John Petrucci

De G3 Tour is een project van de Amerikaanse gitaristen Steve Vai en Joe Satriani. Samen met een wisselende gastgitarist toeren ze over de wereld en spelen een avond lang instrumentale gitaarmuziek.
Onder de verschillende gastgitaristen vallen onder meer Robert Fripp van King Crimson, Yngwie Malmsteen en John Petrucci van Dream Theater.

## # 1 - 1996
- Joe Satriani band (Stu Hamm, Jeff Campitelli)
- Steve Vai band (Mike Keneally, Philip Bynoe, Mike Mangini)
- Eric Johnson band (Stephen Barber, Roscoe Beck, Brunnen Temple)

## # 2 - 1996
- Joe Satriani band  (Stu Hamm, Jeff Campitelli)
- Steve Vai band (Mike Keneally, Philip Bynoe, Mike Mangini)
- Kenny Wayne Shepherd band

## # 3 - 1997 - Europa
- Joe Satriani band (Stu Hamm, Jeff Campitelli)
- Steve Vai band
- Adrian Legg band

## # 4 - 1997 - Amerika
- Joe Satriani band (Stu Hamm, Jeff Campitelli)
- Michel Cusson band
- Robert Fripp

## # 5 - 1997 - Amerika
- Joe Satriani band (Stu Hamm, Jeff Campitelli)
- Kenny Wayne Shepherd band (Noah Hunt, Jimmy Wallace, Joe Nadeau, Sam Bryant, Robby Emmerson)
- Robert Fripp

## # 6 - 1998
- Joe Satriani band (Stu Hamm, Jeff Campitelli)
- Michael Schenker band (Seth Bernstein, Shane Gaalaas, Jeff Kollman, David Van Landing, Gary Barden)
- Uli Jon Roth band (Liz Vandall, Clive Bunker, Don Airey, Francois Garny)

## # 7 - 2000
- Joe Satriani band
- Steve Vai band
- Eric Johnson band

## # 8 - 2001
- Joe Satriani band (Stu Hamm, Jeff Campitelli)
- Steve Vai band (Billy Sheehan, Virgil Donatti, Mike Keneally, Dave Weiner)
- John Petrucci band (Mike Portnoy, Dave LaRue)

guests: Steve Lukather & Paul Gilbert, Billy Gibbons, Andy Timmons, Eric Johnson, Neil Schön, Steve Morse

## # 9 - 2003
- Joe Satriani band
- Steve Vai band
- Yngwie Malmsteen band

## # 10 - 2004
- Joe Satriani band
- Steve Vai band
- Robert Fripp

## # 11 - 2005
- Joe Satriani band
- Steve Vai band
- John Petrucci band

## # 12 - 2006
- Joe Satriani band
- Eric Johnson band
- John Petrucci band

## # 13 - 2006
- Joe Satriani band
- Steve Vai band
- John Petrucci band

## # 14 - 2007
- Joe Satriani band
- Paul Gilbert band
- John Petrucci band

## # 15 - 2012
- Joe Satriani band
- Steve Vai band
- Steve Lukather band

## # 16 - 2012
- Joe Satriani band
- Steve Vai band
- Steve Morse band